# Umowa na czas wykonania określonej pracy
Umowa na czas wykonania określonej pracy była rodzajem umowy terminowej zawieranej na czas określony - wykonania przedsięwzięcia, zrealizowania zadania, np. wykonanie remontu instalacji budynku, zbiór owoców sezonowych itp. 
Czas trwania takiej umowy był ściśle powiązany z czasem realizacji zadania. W tym przypadku nie występowała konieczność wydłużania lub skracania terminu trwania umowy, gdy realizacja określonego przedsięwzięcia ulega wydłużeniu lub skróceniu. Umowa na czas wykonania określonej pracy rozwiązywała się bowiem wraz z wykonaniem pracy bez potrzeby dokonywania dodatkowych czynności.
Od 22 lutego 2016 polski Kodeks pracy nie przewiduje już umów takiego rodzaju.